# Akroosteolyse

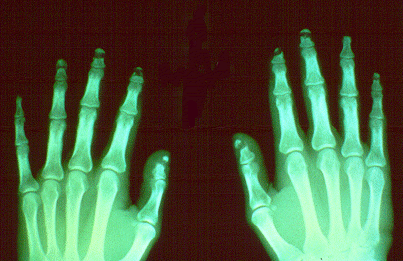
Röntgenbild einer Akroosteolyse

Die Akroosteolyse (altgriechisch ἄκρος akros, ‚äußerst‘, ὀστέον ostéon ‚Knochen‘ und λύσις lýsis ‚Auflösung‘, lateinisch Acropathia ulcero-mutilans) ist eine die Endglieder der Finger und Zehen sowie das distale Ende des Schlüsselbeines betreffende Knochenauflösung (Osteolyse).

## Ursachen
Die Ursache ist nicht bekannt. Meist handelt es sich um ein Symptom einer zugrundeliegenden Erkrankung wie:
- Acropathia ulcero-mutilans familiaris (Acroosteopathia ulcero-mutilans familiaris; primäre neuropathische Akrodystrophie; familiäre Akroosteolyse; Thévenard-Syndrom; kongenitale sensorische Neuropathie, Nélaton Syndrom)
- Bureau-Barrière-Syndrom (nicht-familiäre Form)
- Primärer Hyperparathyreoidismus
- Sklerodermie („Madonnenfinger“)
- Vinylchlorid-Krankheit

## Einteilung
Eine Einteilung ist möglich nach verschiedenen Kriterien:
- Diffuse Art der Resorption bei Pyknodysostose, Autoimmunerkrankung, Vaskulitis, Raynaud-Syndrom, Trauma, Epidermolysis bullosa, Psoriasis, Erfrierung, Sarkoidose, Akromegalie und fortgeschrittener Lepra
- Bandartige Art der Resorption bei Exposition gegen Vinylchlorid und beim Hajdu-Cheney-Syndrom
- Konnatale Formen bei Ehlers-Danlos-Syndrom, Rothmund-Thomson-Syndrom, Analgesie-Syndrom, Epidermolysis bullosa
- Erworbene Formen bei Sekundärem Hyperparathyreoidismus, Trauma, Infektion, Erfrierung, Lepra, Psoriasis, Hyperurikämie oder Polyvinylintoxikation

## Im Rahmen von Syndromen
- Hajdu-Cheney-Syndrom (Akroosteolyse, autosomal-dominante)
- Akro-osteolyse-keloid-ähnliche Läsionen-vorzeitige Alterung-Syndrom (Vorzeitiges Alterungssyndrom Typ Penttinen)[4]
- Neuropathie, autonome hereditäre sensorische, Typ 2 (Akroosteolyse, neurogene; HSAN2; Neuropathie, radikuläre sensorische, autosomal-rezessive)[5]
- Hypotrichosis-Osteolysis-Periodontitis-Palmoplantarkeratose-Syndrom (HOPP-Syndrom; Hypotrichose-Keratosis palmoplantaris striata-Akroosteolyse-Periodontitis-Syndrom)[6]
- Idiopathische Phalangen Akroosteolyse[7]
- Endangiitis obliterans
- Keutel-Syndrom
- Mandibuloakrale Dysplasie
- Hereditäre idiopathische Osteolyse Typ I Lamy-Maroteaux[8]
- Hereditäre idiopathische Osteolyse Typ II Joseph
- Van-Bogaert-Hozay-Syndrom (Hereditäre idiopathische Osteolyse Typ III Hozay)
- Hereditäre idiopathische Osteolyse Typ IV Thieffry-Shurtleff

## Diagnose
Im Röntgenbild findet sich ein Defekt im Nagelfortsatz mit Arrosion, rarefizierter Spongiosa.